# 勝利に乾杯!コンサドーレ
勝利に乾杯!コンサドーレ（しょうりに かんぱい コンサドーレ）は、札幌テレビ放送（STV）にて放送されていたミニ番組。サッカーJリーグ、コンサドーレ札幌の応援番組である。サッポロビールの一社提供。

## 概要
1999年4月放送開始。コンサドーレ札幌の当日の試合結果と選手の素顔に迫る企画を放送する。
2011年6月24日から、スカパー!でも放送。スカパー!版では未公開映像も加えて放送された。場合によっては「ぞっこん!スポーツ」のコンサドーレコーナー（大森健作が解説）を流すこともある。
2012年3月31日をもって、13年にわたる放送が終了した。

## 放送時間
- STV：毎週土曜日 24:50 - 24:55（日曜 0:50 - 0:55）
当初は22:54 - 23:00だったが、2004年より現時間帯。
- スカパー!：毎月第2金曜日
当初は第2金曜日。